# Odonus niger
Odonus niger, còn gọi là cá bò đuôi én trong tiếng Việt, là loài cá biển duy nhất thuộc chi Odonus trong họ Cá bò da. Loài này được mô tả lần đầu tiên vào năm 1836.

## Từ nguyên
Tên chi Odonus bắt nguồn từ odoús (ὀδούς; "răng, ngà") trong tiếng Hy Lạp cổ đại, là tên thay thế cho Xenodon mà Rüppell 1836 đặt ra vì trùng với Xenodon Boie 1826, tên trước đó của một chi rắn. Từ xenodon vốn ghép từ xénos (ξένος; "kỳ lạ") và odoús, hàm ý ban đầu có lẽ dùng để chỉ hai chiếc răng trên có màu đỏ nhô ra như răng nanh.
Tính từ định danh niger trong tiếng Latinh có nghĩa là "đen bóng", hàm ý đề cập đến màu xanh đen/xanh tím của loài cá này tùy theo góc độ người chụp.

## Phạm vi phân bố và môi trường sống
Từ Biển Đỏ dọc theo bờ biển Đông Phi, O. niger được phân bố rộng khắp khu vực Ấn Độ Dương - Thái Bình Dương, trải dài về phía đông đến quần đảo Marquises và quần đảo Société (Polynésie thuộc Pháp), ngược lên phía bắc đến Nam Nhật Bản (gồm cả quần đảo Ogasawara), xa về phía nam đến rạn san hô Great Barrier (Úc), Nouvelle-Calédonie và Tonga.
Ở Việt Nam, O. niger đã được ghi nhận tại vịnh Nha Trang và quần đảo Trường Sa.
O. niger sống trên các rạn san hô có hải lưu mạnh chảy qua, độ sâu đến ít nhất là 40 m.

## Mô tả

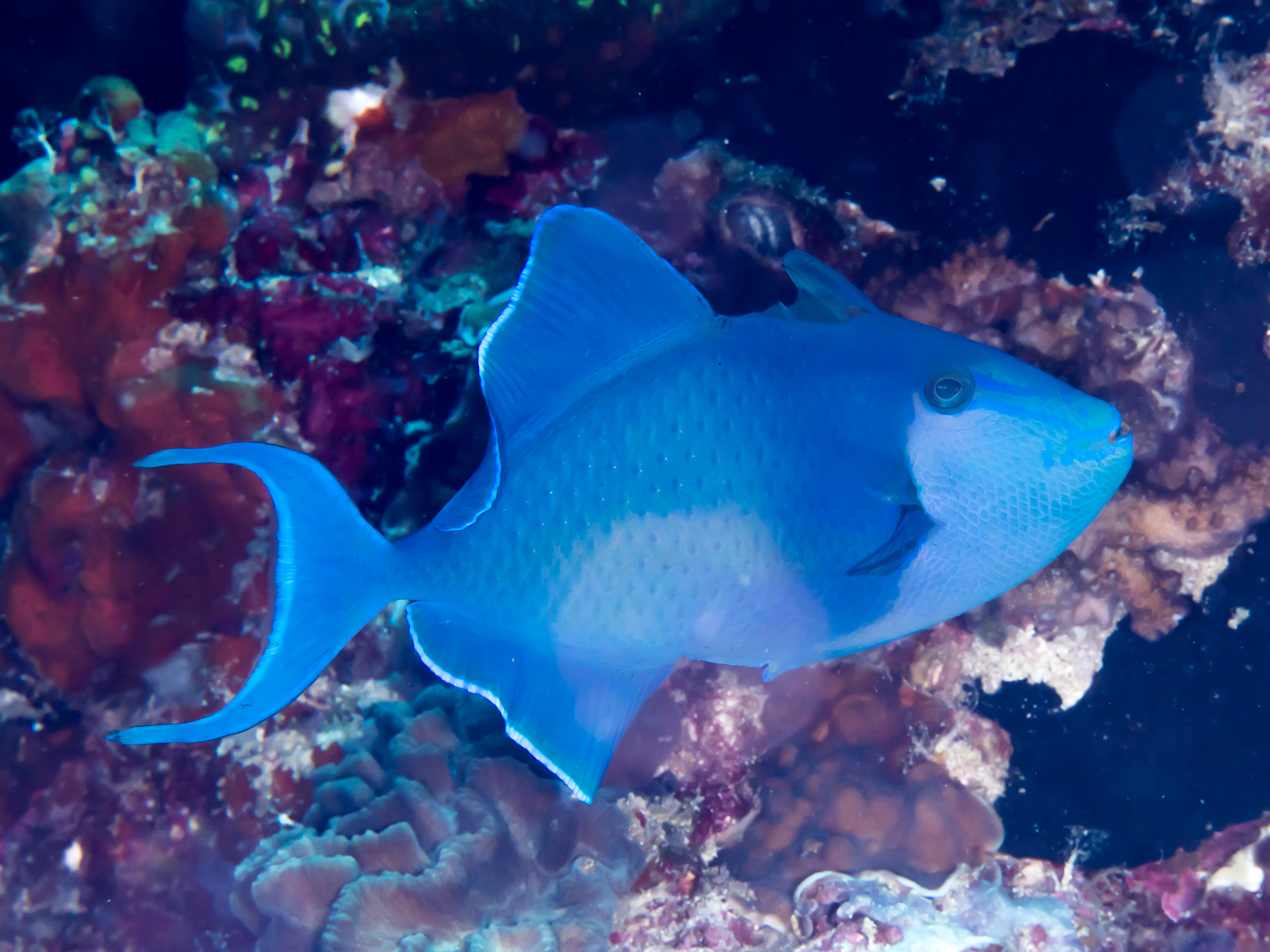
O. niger

Chiều dài cơ thể lớn nhất được ghi nhận ở O. niger là 50 cm (tính luôn chiều dài của cả thùy đuôi), nhưng chiều dài thường thấy là khoảng 30 cm.
Hai răng trên đặc biệt phát triển, màu đỏ, có thể nhìn thấy ngay cả khi miệng đóng lại. Có khoảng 7 hàng gai nhỏ ở thân sau. Vây đuôi lõm sâu, hai thùy phát triển khi trưởng thành. Thân màu xanh tím (có thể sẫm đen do góc chụp). Vùng đầu thường sáng màu hơn, có thể phớt vàng. Rìa vây lưng sau và vây hậu môn có viền xanh nhạt.
Số gai ở vây lưng: 3; Số tia vây ở vây lưng: 33–36; Số gai ở vây hậu môn: 0; Số tia vây ở vây hậu môn: 28–31; Số tia vây ở vây ngực: 15–16.

## Sinh thái học
O. niger thường bơi thành đàn. Thức ăn của chúng bao gồm các loài động vật phù du, giáp xác, tảo và hải miên (bọt biển).
Vào thời điểm sinh sản, những con O. niger cái sẽ bơi đến sống trong lãnh thổ của một con đực (nhưng cá cái không tự lập riêng một lãnh thổ). Cá đực O. niger cũng tham gia vào việc bảo vệ trứng cùng với những con cá cái trong hậu cung.
O. niger có thể sống đến 16 năm, là tuổi thọ lớn nhất được ghi nhận ở loài này.

## Thương mại
Ngoài là một loài cá cảnh phổ biến, O. niger còn được bán tươi hoặc muối khô trong các chợ cá. Tuy nhiên, chúng là một thành phần không quan trọng trong ngành ngư nghiệp.